# Edvard av Westminster
Edvard av Westminster född 13 oktober 1453 på Westminsterpalatset, död 4 maj 1471, son till Henrik VI av England och hans drottning Margareta av Anjou, han var deras enda barn. Fadern mådde vid tiden för Edvards födelse psykiskt dåligt, och det ryktades om att prinsen var resultatet av en kärleksaffär med någon älskare. Detta finns dock inga riktiga bevis för. Edvard blev prins av Wales på Windsor Castle 1454.
Då kung Henrik skrev över sin sons födslorätt och gick med på att göra Rikard, hertig av York till sin efterträdare, samlade drottning Margareta genast ihop en armé för att försöka bekämpa yorkisterna. Hon och den unge sonen tvingades att fly, både till Skottland och Wales innan de sökte sin tilflykt till Frankrike. Margareta allierade sig med Rikard Neville, earl av Warwick, och gifte bort prins Edvard med Anne Neville, Warwicks yngre dotter, i december 1470.
Warwick lyckades att återinsätta kung Henrik VI på tronen, men då Margareta, sonen och sonhustrun återvände till England hade lyckan redan vänt. Warwick hade dödats i Slaget vid Barnet, Edvard IV satt åter på tronen och den oerfarne prinsen och han mor ledde de kvarvarande styrkorna vid Slaget vid Tewkesbury med mycket litet hopp om framgång. Prinsen dödades i strid, och är i så fall den ende prinsen av Wales som dött i strid, eller så dödades han under en följande fångmassaker, enligt ett rykte. Han är begraven i Tewkesbury Abbey.